# 小沢伊弘のデイリーコラム
『小沢伊弘のデイリーコラム』（こざわただひろのデイリーコラム）は、富山エフエム放送（FMとやま）で平日の朝に放送されていたラジオ番組である。現在の放送時間は月曜 - 金曜の8:45 - 8:50（『IN THE MORNING』に内包）。

## 概要
富山県富山市に本社を置く株式会社アイバック代表取締役社長・小沢伊弘が話題のニュース・報道・時事について解説をしている。なお、解説の部分は事前収録となる。
この番組は約15年の歴史があり、前番組である『小沢伊弘のウイークエンド・ジャーナル』を含めるとその歴史は20年近いものとなる。
2015年3月31日をもって番組終了となった。